# Verdun-en-Lauragais
Verdun-en-Lauragais település Franciaországban, Aude megyében. Lakosainak száma 289 fő (2022. január 1.). Verdun-en-Lauragais Les Brunels, Labécède-Lauragais, Saint-Papoul, Villemagne, Villespy és Les Cammazes községekkel határos.

## Népesség
A település népessége az elmúlt években az alábbi módon változott:
| Lakosok száma | 233  | 216  | 212  | 249  | 273  | 278  | 273  | 280  | 286  | 289  |
|               | 1968 | 1982 | 1990 | 2006 | 2013 | 2015 | 2017 | 2019 | 2020 | 2022 |